# توحد منخفض الأداء
التوحد منخفض الأداء هو مرض التوحد الذي يترافق مع مستويات أداء منخفضة. قد تشمل الأعراض ضعف التواصل أو التفاعلات الاجتماعية، والسلوك الغريب، والافتقار إلى المعاملة بالمُثل الاجتماعية أو العاطفية. تُعد مشاكل النوم، والعدوانية، والسلوك المضر بالنفس أيضًا من الأعراض المتكررة المحتملة. لا تعترف المراجعة العاشرة للتصنيف الدولي للأمراض، والدليل التشخيصي والإحصائي للاضطرابات النفسية (الطبعة الخامسة) بالتوحد منخفض الأداء كتشخيص منفصل.
تشمل مرادفات المرض على متلازمة كانر، وتوحد كانريان والتوحد الكلاسيكي. تتداخل المصطلحات مع التوحد الشديد والتوحد العميق (على عكس «خفيف» أو «معتدل»)، الذي قد يُعرّف بشكل غامض ولا يرتبط بالضرورة بمستويات شديدة وعميقة من الإعاقة الذهنية (إذ يكون المستوى العميق هو الأشد).

## التوصيف
يعاني الأشخاص الذين تظهر عليهم أعراض التوحد منخفض الأداء من ضعف في جميع المجالات الثلاثة لعلم نفس الأمراض: التفاعل الاجتماعي المتبادل، والتواصل، والسلوك المقيد والنمطي والمتكرر.
يمكن ملاحظة ضعف شديد في المهارات الاجتماعية لدى الأشخاص المصابين بالتوحد منخفض الأداء. قد يشمل ذلك الافتقار إلى التواصل البصري، ولغة الجسد غير الملائمة، ونقص الاستجابة العاطفية أو الجسدية لسلوكيات الآخرين وانفعالاتهم. بسبب نقص هذه المهارات الاجتماعية؛ قد يكون من الصعب على هؤلاء المرضى تكوين علاقات مع الآخرين أو الحفاظ عليها.
تشمل إعاقات الاتصال التي تظهر عند الأشخاص المصابين بالتوحد منخفض الأداء نقص التواصل (كل من التواصل الشفوي -أي التوحد غير اللفظي-ولغة الجسد)، والاستخدام المتكرر للكلمات أو العبارات، ونقص مهارات اللعب التخيلي. قد توجد استجابة للتفاعل الاجتماعي الخارجي المباشر جدًا من الآخرين. تشمل الإعاقات السلوكية التي قد تظهر على مريض التوحد منخفض الأداء الالتزام بالطقوس أو الإجراءات الروتينية غير الوظيفية، والوظائف الحركية المتكررة مثل رفرفة اليد أو حركات معقدة للجسم بالكامل، وأنماط الاهتمام التقييدية أو الوسواسية غير الطبيعية. قد تشمل الأعراض الأخرى الانشغال بالعناصر غير الوظيفية لمواد اللعب مثل الرائحة أو الإحساس أو الضوضاء التي تولدها.

### السلوك
لم توصف العلاقة بين مرض التوحد عالي الأداء والسلوك الإجرامي بشكل كامل. أظهرت العديد من الدراسات أن السمات المرتبطة بالتوحد عالي الأداء قد تزيد من احتمالية الانخراط في السلوك الإجرامي. يوجد حاجة كبيرة للكثير من الأبحاث التي يجب إجراؤها في هذا المجال. تشير الدراسات الحديثة حول العلاقة بين التوحد عالي الأداء والسلوكيات الجنائية إلى الحاجة لفهم سمات مرض التوحد عالي الأداء التي قد تؤدي إلى السلوك العنيف. يوجد العديد من دراسات الحالة التي تربط الافتقار إلى التعاطف والسذاجة الاجتماعية لدى مرضى التوحد عالي الأداء بالأفعال الإجرامية.
ما تزال هناك حاجة إلى مزيد من البحث حول الصلة بين التوحد عالي الأداء والجرائم، لأن معظم الدراسات الأخرى تشير إلى أن معظم الأشخاص الذين يعانون من اضطرابات طيف التوحد هم أكثر عرضة بعشر مرات للوقوع كضحايا وأقل عرضة بخمس مرات لارتكاب الجرائم مقارنة بعامة السكان. ولكن هناك أيضًا مجموعات فرعية صغيرة من مرضى التوحد منخفض الأداء يرتكبون جرائم، بسبب عدم فهم القوانين.[بحاجة لمصدر]
معظم الأشخاص الذين يعانون من التوحد منخفض الأداء أكثر عرضة بعشرين مرة للوقوع ضحايا وأقل عرضة بعشر مرات لارتكاب الجرائم مقارنة بالسكان. ومع ذلك، يوجد بعض الحالات النادرة للأشخاص الذين يعانون من التوحد منخفض الأداء الذين يرتكبون جرائم، بسبب الجنون أو ضعف القدرات؛ بسبب شدة نقص المهارات الاجتماعية والإعاقات الذهنية لديهم.[بحاجة لمصدر]

## الأسباب
الأسباب الدقيقة للتوحد غير معروفة، ولكن يُعتقد أن العوامل الوراثية والبيئية تلعب دورًا في تطوره. أظهرت دراسات متعددة أنواعًا مختلفة من التشوهات الهيكلية في أدمغة الأشخاص المصابين بالتوحد. أجريت تجارب لتحديد ما إذا كانت درجة شذوذ الدماغ تؤدي إلى أي علاقة مع شدة التوحد. أجرى فريق اليا وزملاؤه دراسة عام (2000) استخدموا فيها التصوير بالرنين المغناطيسي (MRI) على المستوى الناصف من المخ، والدماغ المتوسط، والدودة المخيخية، والجسم الثفني، والفص الدودي السادس والسابع لقياس تشوهات الدماغ لدى الأطفال المصابين بالتوحد منخفض الأداء. أشارت النتائج إلى أن بعض أجزاء الدماغ المتوسط مرتبطة ببعض الجوانب السلوكية التنموية مثل التحفيز، والذاكرة، وعمليات التعلم، ولكن يجب إجراء مزيد من الدراسات لتأكيد ذلك. إضافة لذلك، أظهرت الأبحاث احتمالية مساهمة العديد من اضطرابات النمو في عدة أنواع من تشوهات الدماغ في حالة مرض التوحد. لذلك، فإن تحديد الصلة بين هذه التشوهات وشدة التوحد أمر صعب.

## التشخيص
على الرغم من عدم وجود التوحد منخفض الأداء كتشخيص رسمي في الدليل التشخيصي والإحصائي للاضطرابات النفسية الذي نشرته الجمعية الأمريكية للطب النفسي، فقد كان تصنيفًا في النسخة الرابعة من الدليل التشخيصي والإحصائي للاضطرابات النفسية للإشارة إلى شخص مصاب بالتوحد ولديه إعاقة ذهنية (معدل الذكاء 69 أو أقل). ولكن في معايير التشخيص الحالية في نسختها الخامسة أُزيل التوحد منخفض الأداء.
تنقسم معايير اضطرابات طيف التوحد في النسخة الخامسة من الدليل التشخيصي والإحصائي للاضطرابات النفسية إلى ثلاثة مستويات من الدعم المطلوب، وتشمل معايير المستوى الثالث (التي تتطلب دعمًا كبيرًا جدًا) عجزًا حادًا في مهارات الاتصال (لفظيًا وغير لفظي)، وعدم مرونة السلوك، وصعوبات بالغة في التأقلم مع التغيير، والصعوبة الشديدة في تحويل التركيز والانتباه. يتفاعل الأفراد المصابون بالتوحد من المستوى الثالث بنسبة محدودة جدًا اجتماعيًا ويستجيبون فقط لطرق التواصل الاجتماعية المباشرة من الآخرين.
تفترض معايير المراجعة العاشرة للتصنيف الدولي للأمراض الخاصة بالتوحد في مرحلة الطفولة أن النمو غير الطبيعي أو الضعيف يكون واضحًا قبل سن الثالثة في استقبال اللغة المستخدمة في التواصل الاجتماعي أو التعبير عنها، أو تطوير ارتباطات اجتماعية انتقائية أو التفاعل الاجتماعي المتبادل، أو اللعب الوظيفي أو الرمزي. سيُطلب من المرضى أيضًا إظهار ستة أعراض أخرى من ثلاث فئات شاملة تتعلق بالضعف النوعي في التفاعلات الاجتماعية، وشذوذات التواصل، وأنماط السلوك والمصالح والأنشطة المقيدة / المتكررة / النمطية. يميز الإصدار العاشر من التصنيف الدولي للأمراض المرضى الذين يعانون من التوحد عالي الأداء ومنخفض الأداء من خلال تشخيص وجود إعاقة ذهنية.

## انتقاد التسمية
يختلف العديد من نشطاء حقوق التوحد مع تصنيف المرضى إلى مرضى «توحد عالي الأداء» و«توحد منخفض الأداء»، مشيرين إلى أن التسمية «منخفضة الأداء» تؤدي لتوقعات منخفضة من الشخص، ويُنظر له على أنه أقل أو أدنى مستوى. ويضيف منتقدو التسمية أن أداء المريض يمكن أن يتقلب من يوم لآخر، والفئات لا تأخذ ذلك في الاعتبار.